# Commission centrale pour la navigation du Rhin
La  Commission centrale pour la navigation du Rhin (CCNR) – en allemand : Zentralkommission für die Rheinschifffahrt (ZKR), en néerlandais : Centrale Commissie voor de Rijnvaart (CCR) – est une organisation internationale, regroupant cinq pays riverains du Rhin, dont la fonction est de prendre toutes initiatives de nature à garantir la liberté de navigation sur le fleuve et de promouvoir la navigation rhénane. 
Fondée en 1815, elle est la plus ancienne organisation internationale en activité du monde. Elle siège à Strasbourg, en France, depuis 1920. Sa secrétaire générale est la Néerlandaise Lucia Luijten depuis le 1er novembre 2021.

## États membres

### Membres initiaux
En 1815, les États membres étaient la Bavière, la France, Nassau, Bade, Hesse-Darmstadt, les Pays-Bas et la Prusse.

### Évolution
Après la Première Guerre mondiale, l'État fédéral allemand a pris la place des États constitutifs jusqu'alors représentés directement.
Peu après la Première Guerre mondiale, le traité de Versailles prévoit l'adhésion de puissances alliées, à savoir la Belgique, l'Italie et le Royaume-Uni, ainsi que de la Suisse. L'Italie et le Royaume-Uni renoncèrent à leur participation en 1935 et 1993 respectivement.
Les États-Unis furent membre  de la Commission centrale après la Seconde Guerre mondiale en tant que puissance occupante puis renoncèrent à leur adhésion en 1961.

### Membres actuels
Les États membres actuels sont l'Allemagne, la Belgique, la France, les Pays-Bas et la Suisse,. L'adhésion de nouveaux membres requerrait l'adoption d'un protocole additionnel.
Bien que le Rhin ne passe pas sur le territoire belge, la flotte rhénane belge est la troisième après les Pays-Bas et l'Allemagne en matière de volume transporté, ce qui explique les 486 000 euros alloués en 2010 par ce pays à la commission.
En 2012, la quote-part de chaque État était de 504 260 euros, pour un total de 2 521 300 euros.

## Missions
La commission est chargée de réglementer la circulation sur le Rhin, de l'aide aux travaux sur le fleuve et sert de juridiction de seconde et dernière instance dans les affaires jugées par les tribunaux pour la navigation du Rhin.
Elle se réunit en session plénière deux fois par an. Les États membres sont représentés par deux à quatre commissaires et deux commissaires suppléants provenant de leurs administrations, les décisions sont prises à l'unanimité.
Ses langues de travail sont l'allemand, le français et le néerlandais, conformément à l'article 41 de son règlement intérieur.

## Siège

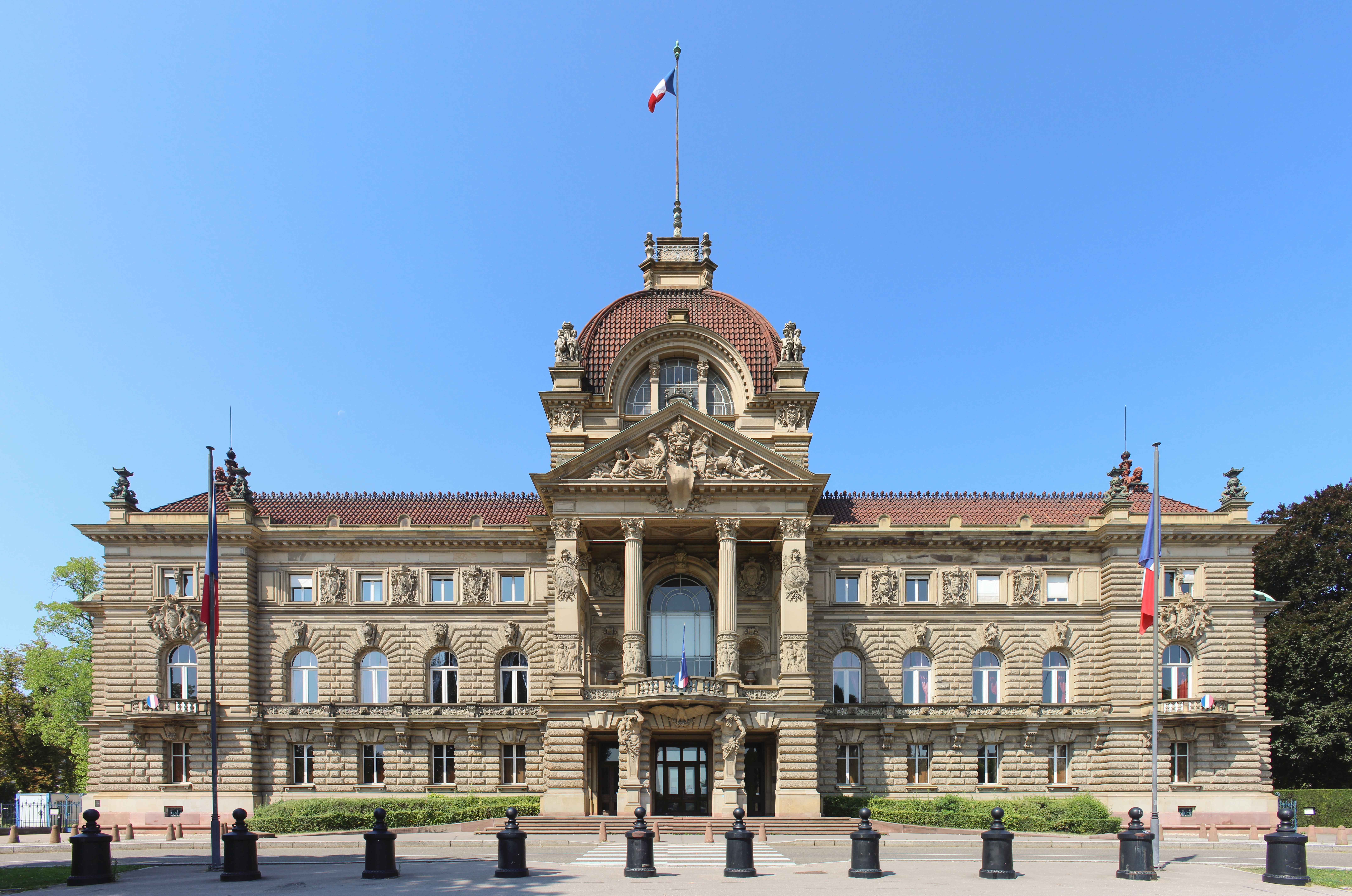
Le palais du Rhin, siège de la CCNR

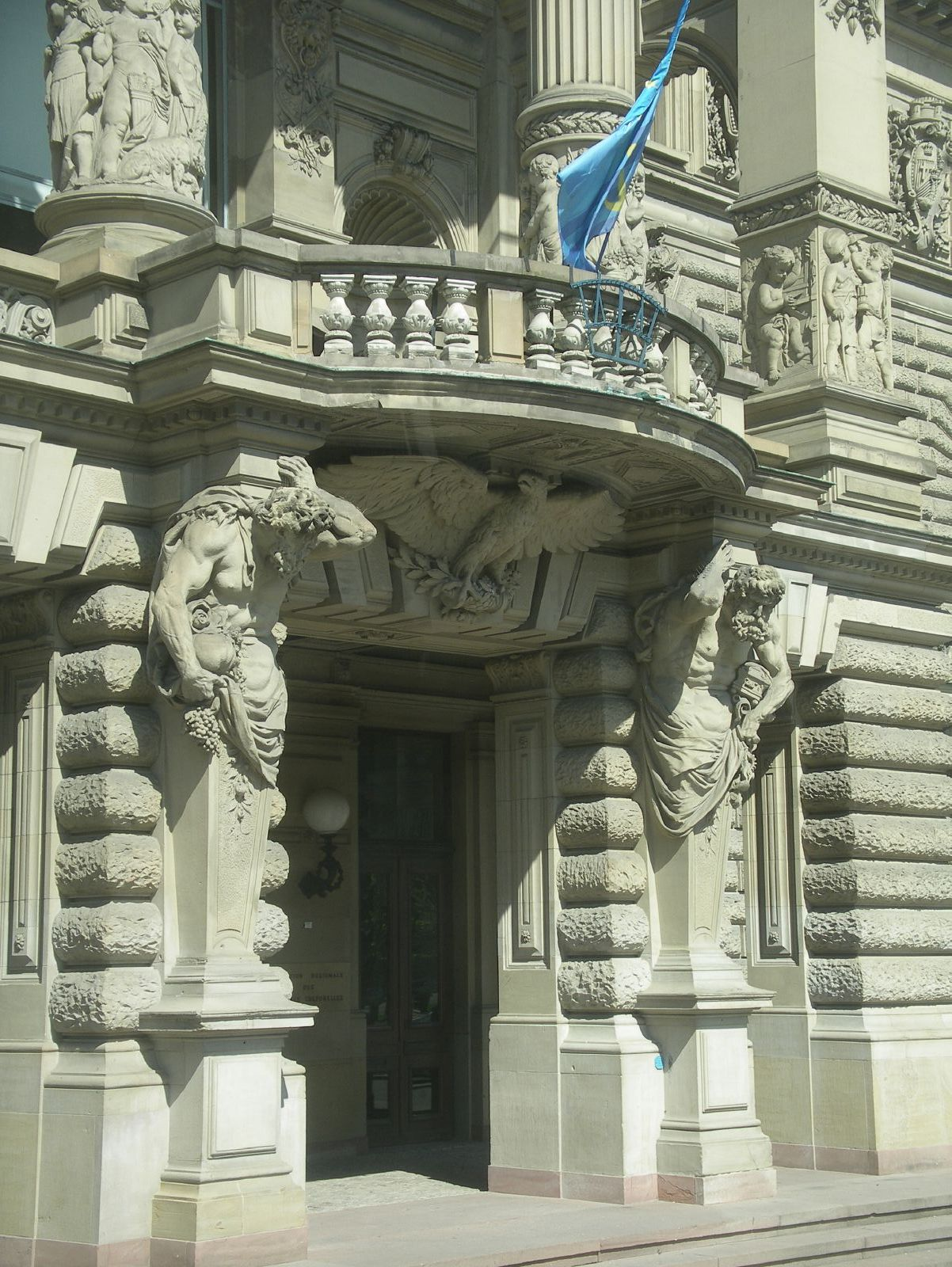
Le drapeau de la Commission à l'entrée du palais du Rhin.

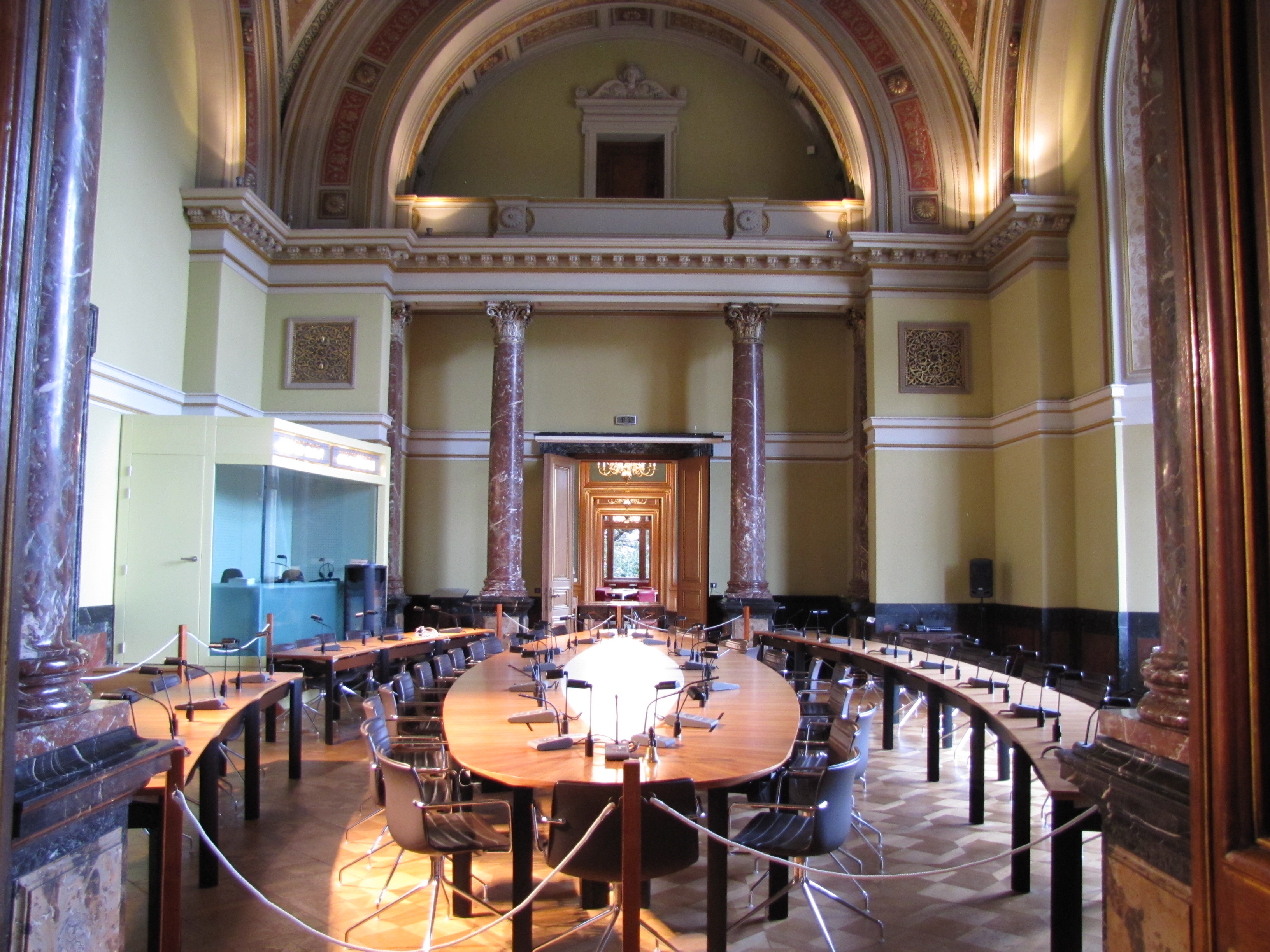
La salle de réunion de la Commission dans le palais du Rhin.

Depuis 1920, le siège de la Commission est situé à Strasbourg, dans l'ancien palais impérial renommé palais du Rhin, qui abrite également la direction régionale des Affaires culturelles d'Alsace.

## Histoire
Juridiquement, son autorité provient des accords conclus au congrès de Vienne le 24 mars 1815 après les retombées des guerres napoléoniennes, mais l'origine remonte au traité de l’octroi du Rhin du 15 octobre 1804 conclu entre l’Empire français et le Saint-Empire romain germanique, en exécution du rescrit général de la députation de l’Empire du 25 février 1803 supprimant les péages divers existant sur le Rhin au bénéficie de l’institution d’un « octroi du Rhin ». Le traité de 1804 crée à Mayence une première administration internationale chargée de centraliser les octrois prélevés sur la batellerie rhénane pour les utiliser notamment à l’amélioration de la navigabilité et des chemins de halage. L’annexe 16 B du 24 mars 1815 de l’Acte final du Congrès de Vienne crée la Commission centrale composée de représentants des États riverains, ayant son siège à Mayence, et reprenant dans les faits l’administration créée en 1804.
La première réunion a lieu le 15 août 1816 à Mayence. À cette date, la France, le grand-duché de Bade, le royaume de Bavière, le grand-duché de Hesse, le duché de Nassau, les Pays-Bas et le royaume de Prusse sont représentés.
En 1831, la convention de Mayence est adoptée, établissant les premières règles gouvernant le transport fluvial sur le Rhin. En 1861, le siège de la commission déménage à Mannheim et le 17 octobre 1868, la convention du même nom est adoptée. Elle réglemente toujours les principes de la navigation sur le Rhin aujourd'hui.
À la suite de la guerre franco-allemande de 1870, la Commission joue principalement un rôle d’organe bilatéral germano-néerlandais, la France ayant cessé d’être membre après le traité de Francfort de 1871.
Après la fin de la Première Guerre mondiale, le siège de la commission est déplacé à Strasbourg en 1920 conformément au traité de Versailles. La Belgique, le royaume d'Italie et le Royaume-Uni, ainsi que la Suisse adhèrent à la Commission tandis que l'Allemagne siège pour la première fois en tant qu’entité nationale avec la république de Weimar. En 1930, le budget s'élève à 875 000 francs français (soit 472 000 euro en valeur 2010). L'Italie se retire en 1935 et Adolf Hitler dénonce l'adhésion de l'Allemagne à la Commission le 14 novembre 1936. À la suite de la bataille de France et de l'armistice du 22 juin 1940, la commission est suspendue. 
La Commission centrale reprend ses travaux le 20 novembre 1945, avec les délégations américaine, belge, britannique, française, néerlandaise et suisse. L'Allemagne de l'Ouest intègre la commission en 1950, les États-Unis se retirent en 1961 et le Royaume-Uni en 1993.
En 2003, la Commission européenne demande la permission au Conseil de l'Union européenne de négocier l'adhésion de l'UE au comité de régulations de la CCNR et à celui de la Commission du Danube, en particulier dans la perspective de l'élargissement de l'UE,.
En juin 2015, la CCNR crée par l’adoption d’une résolution un Comité européen pour l’élaboration de standards dans le domaine de la navigation intérieure (« CESNI »). La création de ce nouvel organe de travail s’inscrit dans une volonté de la Commission centrale, partagée avec l’Union européenne, de renforcer la gouvernance au plan européen, notamment dans le domaine réglementaire de la navigation intérieure. Ce comité est destiné à réunir les experts des États membres de l’Union européenne et de la CCNR, ainsi que les représentants des organisations internationales concernées par la navigation intérieure. Une place importante est aussi réservée aux représentants des différents acteurs et professions de la navigation en Europe. En créant ce comité, la Commission européenne et la CCNR souhaitent simplifier les procédures décisionnelles dans le domaine de la réglementation de la navigation intérieure, de sorte que l’ensemble des partenaires institutionnels et des acteurs impliqués puissent bénéficier de l’expérience de la CCNR.
La CCNR célèbre ses 200 ans d'existence en 2015. À cette occasion, un ouvrage historique collectif, rédigé par sept historiens issus de ses cinq États membres est publié.

## Sources